# Тарарирас
Тарарирас (исп. Tarariras) — город в юго-западной части Уругвая, в центральной части департамента Колония.

## География
Расположен примерно в 28 км к северо-востоку от административного центра департамента, города Колония-дель-Сакраменто и в 164 км к северо-западу от столицы страны, Монтевидео. Город находится в месте пересечения автомобильных дорог № 50 и № 22, в 15 км к северу от национального шоссе № 1. Абсолютная высота — 73 метра над уровнем моря.

## История
Населённый пункт на этом месте был основан в 1892 году. 17 июня 1919 года получил статус села (Pueblo) с названием Хоакин-Суарес. 27 августа 1959 года был переименован в Тарарирас и получил статус малого города (Villa). 7 ноября 1969 года получил статус города (Ciudad).

## Население
По данным на 2011 год население города составляет 6632 человека.
| Год  | Население |
| ---- | --------- |
| 1963 | 2979      |
| 1975 | 4489      |
| 1985 | 5305      |
| 1996 | 6174      |
| 2004 | 6070      |
| 2011 | 6632      |

Источник: Instituto Nacional de Estadística de Uruguay